# Дипломатически мисии в Беларус
Това е списък на държавите, които имат дипломатически мисии в Беларус.
Понастоящем в столицата Минск са разположени 50 посолства. Някои страни имат посланици, акредитирани за Беларус, но със седалище в друга държава, като в повечето случаи то е в Москва. Посланиците на Канада, Нидерландия и Швейцария, които са акредитирани за Беларус, са със седалище във Варшава, а посланикът на Финландия е със седалище във Вилнюс.

В списъка не са посочени почетните консулства.

## Посолства в Минск
| - Австрия - Азербайджан - Армения - България - Ватикан - Чехия - Великобритания - Венецуела - Виетнам - Германия - Грузия - Естония - Израел - Индия - Иран - Ирак - Италия - Казахстан - Киргизстан - Китай - Куба - Латвия - Либия - Литва | - Малтийски орден - Молдова - Катар - Пакистан - Обединени арабски емирства - Палестинска автономия - Полша - Северна Корея - Румъния - Русия - Судан - САЩ - Сирия - Словакия - Сърбия - Туркменистан - Турция - Украйна - Унгария - Франция - Чехия - Швеция - Южна Корея - Япония |

## Други
- Европейски съюз
- Швейцария (Офис на Швейцарското посолство във Варшава)

## Генерални консулства
Брест
- Монголия
- Полша
- Русия
- Украйна

Гродно
- Литва
- Полша

## Консулства
Витебск
- Латвия

## Акредитирани посолства
Посолства със седалище в Москва освен тези до които е записан друг град.
- Австралия
- Австрия
- Аржентина
- Афганистан
- Босна и Херцеговина
- Гърция
- Дания
- Египет
- Индонезия
- Ирландия
- Испания
- Канада (Варшава)
- Кипър
- Колумбия
- Северна Македония
- Малайзия
- Малта
- Мексико
- Нидерландия (Варшава)
- Нова Зеландия
- Норвегия
- Пакистан
- Португалия
- Словения
- Танзания
- Тунис
- Филипини
- Финландия (Вилнюс)
- Хърватия
- Швейцария (Варшава)
- Шри Ланка